# Danh sách cầu thủ tham dự Giải vô địch bóng đá Đông Nam Á 2004
Đây là các đội hình tham dự Giải vô địch bóng đá Đông Nam Á 2004, đồng tổ chức bởi Việt Nam và Malaysia, diễn ra giữa 7 tháng 12 năm 2004 và 16 tháng 1 năm 2005. Tuổi của cầu thủ được tính đến ngày khai mạc giải đấu (7 tháng 12 năm 2004).

## Bảng A

### Indonesia
Huấn luyện viên:  Peter Withe
| Số | Vt | Cầu thủ                | Ngày sinh (tuổi)            | Số trận | Câu lạc bộ          |
| -- | -- | ---------------------- | --------------------------- | ------- | ------------------- |
| 1  | TM | Hendro Kartiko         | 24 tháng 4, 1973 (31 tuổi)  |         | Persebaya Surabaya  |
| 2  | HV | Ismed Sofyan           | 28 tháng 8, 1978 (26 tuổi)  |         | Persija Jakarta     |
| 3  | TV | Ortizan Solossa        | 28 tháng 10, 1977 (27 tuổi) |         | PSM Makassar        |
| 4  | HV | Jack Komboy            | 18 tháng 4, 1977 (27 tuổi)  |         | PSM Makassar        |
| 5  | HV | Charis Yulianto        | 11 tháng 7, 1978 (26 tuổi)  |         | PSM Makassar        |
| 6  | TV | Mauly Lessy            | 7 tháng 8, 1974 (30 tuổi)   |         | Persikota Tangerang |
| 7  | TĐ | Boaz Solossa           | 15 tháng 3, 1986 (18 tuổi)  |         | PON Papua           |
| 8  | TĐ | Elie Aiboy             | 20 tháng 4, 1979 (25 tuổi)  |         | Persija Jakarta     |
| 9  | TĐ | Ilham Jaya Kesuma      | 19 tháng 9, 1978 (26 tuổi)  |         | Persita Tangerang   |
| 10 | TĐ | Kurniawan Dwi Yulianto | 13 tháng 7, 1976 (28 tuổi)  |         | Persebaya Surabaya  |
| 11 | TV | Ponaryo Astaman        | 25 tháng 9, 1979 (25 tuổi)  |         | PSM Makassar        |
| 12 | TM | Yandri Pitoy           | 15 tháng 1, 1981 (23 tuổi)  |         | Persikota Tangerang |
| 13 | TV | Agus Indra Kurniawan   | 27 tháng 2, 1982 (22 tuổi)  |         | Persija Jakarta     |
| 14 | TV | Firman Utina           | 15 tháng 12, 1981 (22 tuổi) |         | Persita Tangerang   |
| 15 | TV | Supriyono Salimin      | 12 tháng 8, 1981 (23 tuổi)  |         | Persikota Tangerang |
| 16 | TV | Syamsul Chaeruddin     | 9 tháng 2, 1983 (21 tuổi)   |         | PSM Makassar        |
| 17 | HV | Hamka Hamzah           | 9 tháng 1, 1984 (20 tuổi)   |         | Persija Jakarta     |
| 18 | HV | Firmansyah             | 7 tháng 4, 1980 (24 tuổi)   |         | Persikota Tangerang |
| 19 | HV | Aris Indarto           | 23 tháng 2, 1978 (26 tuổi)  |         | Persija Jakarta     |
| 21 | TV | Mahyadi Panggabean     | 8 tháng 1, 1982 (22 tuổi)   |         | PSMS Medan          |
| 22 | TM | Mukti Ali Raja         | 6 tháng 4, 1980 (24 tuổi)   |         | Persija Jakarta     |
| 23 | TĐ | Saktiawan Sinaga       | 19 tháng 2, 1982 (22 tuổi)  |         | PSMS Medan          |

### Singapore
Huấn luyện viên:  Radojko Avramović
| Số | Vt | Cầu thủ              | Ngày sinh (tuổi)            | Số trận | Câu lạc bộ           |
| -- | -- | -------------------- | --------------------------- | ------- | -------------------- |
| 1  | TM | Hassan Sunny         | 2 tháng 4, 1984 (20 tuổi)   |         | Young Lions          |
| 2  | TV | Ridhuan Muhammad     | 6 tháng 5, 1984 (20 tuổi)   |         | Young Lions          |
| 3  | TV | Ishak Zainol         | 12 tháng 5, 1980 (24 tuổi)  |         | Tanjong Pagar United |
| 4  | TV | Hasrin Jailani       | 22 tháng 11, 1975 (29 tuổi) |         | Geylang United       |
| 5  | HV | Aide Iskandar (c)    | 28 tháng 3, 1975 (29 tuổi)  |         | Home United          |
| 6  | HV | Baihakki Khaizan     | 31 tháng 1, 1984 (20 tuổi)  |         | Young Lions          |
| 7  | TV | Goh Tat Chuan        | 6 tháng 2, 1974 (30 tuổi)   |         | Woodlands Wellington |
| 8  | TĐ | Mohd Noh Alam Shah   | 3 tháng 9, 1980 (24 tuổi)   |         | Tampines Rovers      |
| 9  | HV | Ismail Yunos         | 24 tháng 10, 1986 (18 tuổi) |         | Singapore U-18's     |
| 10 | TĐ | Indra Sahdan Daud    | 5 tháng 3, 1979 (25 tuổi)   |         | Home United          |
| 11 | TV | Imran Sahib          | 12 tháng 10, 1982 (22 tuổi) |         | Home United          |
| 12 | TM | Shahril Jantan       | 20 tháng 4, 1984 (20 tuổi)  |         | SAFFC                |
| 13 | HV | Noh Rahman           | 2 tháng 8, 1980 (24 tuổi)   |         | Geylang United       |
| 14 | HV | Shunmugham Subramani | 5 tháng 8, 1972 (32 tuổi)   |         | Home United          |
| 15 | TV | Tengku Mushadad      | 7 tháng 8, 1984 (20 tuổi)   |         | Home United          |
| 16 | HV | Daniel Bennett       | 7 tháng 1, 1978 (26 tuổi)   |         | SAFFC                |
| 17 | TV | Shahril Ishak        | 23 tháng 1, 1984 (20 tuổi)  |         | Young Lions          |
| 18 | TM | Lionel Lewis         | 16 tháng 12, 1982 (21 tuổi) |         | Young Lions          |
| 19 | TV | Khairul Amri         | 15 tháng 3, 1985 (19 tuổi)  |         | Young Lions          |
| 20 | TĐ | Agu Casmir           | 22 tháng 3, 1984 (20 tuổi)  |         | Young Lions          |
| 21 | HV | Jaslee Hatta         | 11 tháng 7, 1981 (23 tuổi)  |         | Woodlands Wellington |
| 22 | TĐ | Itimi Dickson        | 14 tháng 11, 1983 (21 tuổi) |         | Young Lions          |

### Việt Nam
Huấn luyện viên:  Edson Tavares,  Trần Văn Khánh (v. Lào)
| Số | Vt | Cầu thủ            | Ngày sinh (tuổi)            | Số trận | Câu lạc bộ            |
| -- | -- | ------------------ | --------------------------- | ------- | --------------------- |
| 1  | TM | Trần Minh Quang    | 19 tháng 4, 1973 (31 tuổi)  |         | Hoa Lâm Bình Định     |
| 2  | HV | Nguyễn Văn Đàn     | 30 tháng 7, 1974 (30 tuổi)  |         | Hoàng Anh Gia Lai     |
| 3  | HV | Nguyễn Huy Hoàng   | 4 tháng 1, 1981 (23 tuổi)   |         | Sông Lam Nghệ An      |
| 4  | HV | Lê Quang Trãi      | 11 tháng 2, 1977 (27 tuổi)  |         | Hoàng Anh Gia Lai     |
| 5  | HV | Phạm Hùng Dũng     | 28 tháng 9, 1978 (26 tuổi)  |         | Đà Nẵng               |
| 6  | HV | Nguyễn Đức Thắng   | 28 tháng 5, 1976 (28 tuổi)  |         | Thể Công              |
| 7  | TV | Trần Trường Giang  | 1 tháng 11, 1976 (28 tuổi)  |         | Bình Dương            |
| 8  | TĐ | Thạch Bảo Khanh    | 25 tháng 4, 1979 (25 tuổi)  |         | Thể Công              |
| 9  | TĐ | Lê Công Vinh       | 10 tháng 12, 1985 (18 tuổi) |         | Sông Lam Nghệ An      |
| 10 | TĐ | Lê Huỳnh Đức (c)   | 20 tháng 4, 1972 (32 tuổi)  |         | Đà Nẵng               |
| 11 | TV | Lê Hồng Minh       | 15 tháng 9, 1978 (26 tuổi)  |         | Đà Nẵng               |
| 12 | TV | Nguyễn Minh Phương | 5 tháng 7, 1980 (24 tuổi)   |         | Gạch Đồng Tâm Long An |
| 13 | HV | Lê Anh Dũng        | 22 tháng 1, 1979 (25 tuổi)  |         | LG Hà Nội ACB         |
| 14 | TĐ | Đặng Văn Thành     | 30 tháng 9, 1984 (20 tuổi)  |         | Hải Phòng             |
| 15 | HV | Nguyễn Mạnh Dũng   | 12 tháng 3, 1977 (27 tuổi)  |         | Đà Nẵng               |
| 16 | TV | Nguyễn Trung Kiên  | 10 tháng 6, 1979 (25 tuổi)  |         | Sông Đà Nam Định      |
| 17 | HV | Vũ Duy Thắng       | 7 tháng 9, 1981 (23 tuổi)   |         | Sông Đà Nam Định      |
| 18 | TĐ | Phan Thanh Bình    | 1 tháng 11, 1986 (18 tuổi)  |         | Đồng Tháp             |
| 19 | TV | Trịnh Xuân Thành   | 23 tháng 1, 1976 (28 tuổi)  |         | Bình Dương            |
| 20 | TM | Bùi Quang Huy      | 24 tháng 7, 1982 (22 tuổi)  |         | Sông Đà Nam Định      |
| 21 | TM | Nguyễn Thế Anh     | 21 tháng 9, 1981 (23 tuổi)  |         | Ngân Hàng Đông Á      |
| 22 | TV | Phan Văn Tài Em    | 23 tháng 4, 1982 (22 tuổi)  |         | Gạch Đồng Tâm Long An |

### Lào
Huấn luyện viên:  Bounlap Khenkitisack
| Số | Vt | Cầu thủ                    | Ngày sinh (tuổi)            | Số trận | Câu lạc bộ                 |
| -- | -- | -------------------------- | --------------------------- | ------- | -------------------------- |
| 1  | TM | Siththalay Kanyavong       | 9 tháng 11, 1984 (20 tuổi)  |         | Lao-American College       |
| 2  | HV | Anousone Khothsombath      | 24 tháng 3, 1984 (20 tuổi)  |         | Lao-American College       |
| 3  | HV | Soulivanh Rathsachack      | 28 tháng 9, 1987 (17 tuổi)  |         | MCTPC                      |
| 4  | TV | Kitsada Thongkhen          | 8 tháng 4, 1987 (17 tuổi)   |         | MCTPC                      |
| 5  | HV | Chalana Luang-Amath (c)    | 10 tháng 5, 1972 (32 tuổi)  |         | Vientiane                  |
| 6  | HV | Anan Thepsouvanh           | 21 tháng 10, 1981 (23 tuổi) |         | MCTPC                      |
| 7  | TV | Souvanno Lauang-Amath      | 10 tháng 2, 1973 (31 tuổi)  |         | Vientiane                  |
| 8  | TV | Tran Dalaphone             | 8 tháng 8, 1984 (20 tuổi)   |         | National University of Lào |
| 9  | TĐ | Visay Phaphouvanin         | 12 tháng 6, 1985 (19 tuổi)  |         | Vientiane                  |
| 10 | TĐ | Lamnao Singto              | 15 tháng 4, 1988 (16 tuổi)  |         | MCTPC                      |
| 11 | TV | Vidalack Souvanhnavongsa]] | 13 tháng 1, 1987 (17 tuổi)  |         | MCTPC                      |
| 12 | TĐ | Davone Vongsamany          | 25 tháng 6, 1983 (21 tuổi)  |         | Vientiane                  |
| 13 | TV | Souksakhone Vongsamany     | 3 tháng 2, 1986 (18 tuổi)   |         | Lao-American College       |
| 14 | HV | Sengphet Thongphachan      | 9 tháng 7, 1987 (17 tuổi)   |         | MCTPC                      |
| 15 | TV | Chandalaphone Liepvisay    | 14 tháng 4, 1986 (18 tuổi)  |         | Lao-American College       |
| 16 | TV | Vannaseng Nakady           | 17 tháng 6, 1981 (23 tuổi)  |         | MCTPC                      |
| 17 | TĐ | Phonesouk Sitthilath       | 6 tháng 11, 1980 (24 tuổi)  |         | National University of Lào |
| 18 | TM | Vongsackda Sianphongsay    | 23 tháng 12, 1987 (16 tuổi) |         | MCTPC                      |
| 19 | TV | Sounthalay Saysongkham     | 21 tháng 8, 1987 (17 tuổi)  |         | National University of Lào |
| 20 | TM | Vanhnasith Thilavongsa     | 21 tháng 5, 1983 (21 tuổi)  |         | Vientiane                  |
| 21 | TV | [Souksavanh Phengsengsay]] | 5 tháng 11, 1985 (19 tuổi)  |         | National Public Security   |
| 22 | HV | Vilayphone Xayavong        | 4 tháng 9, 1973 (31 tuổi)   |         | Vientiane                  |

### Campuchia
Huấn luyện viên:  Som Saran
| Số | Vt | Cầu thủ           | Ngày sinh (tuổi)            | Số trận | Câu lạc bộ             |
| -- | -- | ----------------- | --------------------------- | ------- | ---------------------- |
| 1  | TM | Hong Viskora      | 21 tháng 4, 1986 (18 tuổi)  |         | Campuchian Army F.C.   |
| 2  | HV | Sun Sampratna     | 13 tháng 7, 1983 (21 tuổi)  |         | General Logistics F.C. |
| 3  | HV | Poeu Samnang      | 13 tháng 3, 1982 (22 tuổi)  |         | Campuchian Navy        |
| 4  | HV | Soueur Chanveasna | 10 tháng 11, 1978 (26 tuổi) |         | Khemara                |
| 5  | TĐ | Hok Sochivorn     | 23 tháng 9, 1983 (21 tuổi)  |         | Campuchian Navy        |
| 6  | HV | Peas Sothy        | 15 tháng 12, 1979 (24 tuổi) |         | Campuchian Army        |
| 7  | TV | Pen Stephane      | 29 tháng 5, 1986 (18 tuổi)  |         | Campuchian Navy        |
| 8  | TV | Hang Sokunthea    | 15 tháng 1, 1982 (22 tuổi)  |         | Samart United          |
| 9  | TV | Ung Kanyanith     | 12 tháng 12, 1982 (21 tuổi) |         | Khemara                |
| 10 | TV | Bouy Dary         | 13 tháng 10, 1986 (18 tuổi) |         | Campuchian Navy        |
| 11 | TV | Chan Rithy        | 11 tháng 11, 1983 (21 tuổi) |         | Campuchian Army        |
| 12 | HV | Kun Koun          | 9 tháng 8, 1984 (20 tuổi)   |         | Campuchian Army        |
| 13 | TV | Keo Kosal         | 13 tháng 6, 1986 (18 tuổi)  |         | Campuchian Army        |
| 14 | HV | Tun Sovanrithy    | 11 tháng 2, 1987 (17 tuổi)  |         | Military Police        |
| 15 | HV | Suon Thuon        | 20 tháng 6, 1986 (18 tuổi)  |         | Military Police        |
| 16 | TĐ | Teab Vathanak     | 7 tháng 1, 1985 (19 tuổi)   |         | Kampot                 |
| 17 | TV | Hing Darith       | 8 tháng 10, 1976 (28 tuổi)  |         | Campuchian Navy        |
| 18 | TĐ | Nuth Sinoun       | 10 tháng 10, 1985 (19 tuổi) |         | Campuchian Navy        |
| 19 | TV | Samel Nasa        | 25 tháng 4, 1984 (20 tuổi)  |         | Military Police        |
| 20 | TV | Rith Dika         | 16 tháng 4, 1982 (22 tuổi)  |         | Military Police        |
| 21 | TM | Thai Sineth       | 10 tháng 1, 1984 (20 tuổi)  |         | Campuchian Navy        |
| 22 | TM | Ouk Mic           | 15 tháng 9, 1983 (21 tuổi)  |         | Khemara                |

## Bảng B

### Myanmar
Huấn luyện viên:  Ivan Venkov Kolev
| Số | Vt | Cầu thủ         | Ngày sinh (tuổi)            | Số trận | Câu lạc bộ          |
| -- | -- | --------------- | --------------------------- | ------- | ------------------- |
| 1  | TM | Aung Aung Oo    | 8 tháng 6, 1982 (22 tuổi)   |         | Finance and Revenue |
| 2  | HV | Khin Maung Tun  | 18 tháng 9, 1985 (19 tuổi)  |         | Finance and Revenue |
| 3  | HV | Zaw Lynn Tun II | 23 tháng 7, 1983 (21 tuổi)  |         | Commerce            |
| 4  | HV | Aung Kyaw Myint | 24 tháng 9, 1982 (22 tuổi)  |         | Finance and Revenue |
| 5  | HV | Moe Kyaw Thu    | 27 tháng 7, 1979 (25 tuổi)  |         | Finance and Revenue |
| 6  | HV | Kyaw Khing Win  | 23 tháng 12, 1983 (20 tuổi) |         | Energy              |
| 7  | TV | Soe Myat Min    | 19 tháng 5, 1982 (22 tuổi)  |         | Finance and Revenue |
| 8  | TV | Aung Kyaw Moe   | 2 tháng 5, 1982 (22 tuổi)   |         | Finance and Revenue |
| 9  | TĐ | Yan Paing       | 27 tháng 11, 1983 (21 tuổi) |         | Finance and Revenue |
| 10 | TĐ | Myo Hlaing Win  | 24 tháng 5, 1973 (31 tuổi)  |         | Finance and Revenue |
| 11 | TV | Mar La          | 11 tháng 12, 1985 (18 tuổi) |         | Commerce            |
| 12 | HV | Zaw Htet Aung   | 11 tháng 5, 1987 (17 tuổi)  |         | Energy              |
| 13 | HV | Zaw Lynn Tun    | 20 tháng 10, 1982 (22 tuổi) |         | Home Affairs        |
| 14 | TV | Myo Min Tun     | 14 tháng 7, 1986 (18 tuổi)  |         | Commerce            |
| 15 | TV | Zaw Zaw         | 13 tháng 10, 1986 (18 tuổi) |         | YCDC                |
| 16 | TĐ | Lal Ceu Luai    | 20 tháng 6, 1982 (22 tuổi)  |         | Construction        |
| 17 | TV | Tun Tun Win     | 15 tháng 12, 1987 (16 tuổi) |         | Finance and Revenue |
| 18 | TM | Tun Tun Lin     | 5 tháng 11, 1986 (18 tuổi)  |         | YCDC                |
| 19 | TV | Bo Bo Aung      | 13 tháng 8, 1986 (18 tuổi)  |         | Commerce            |
| 20 | TV | Aung Kyaw Tun   | 5 tháng 8, 1986 (18 tuổi)   |         | Forestry            |
| 21 | TĐ | San Day Thien   | 1 tháng 5, 1988 (16 tuổi)   |         | Construction        |
| 22 | HV | Min Thu         | 2 tháng 6, 1979 (25 tuổi)   |         | Commerce            |

### Malaysia
Huấn luyện viên:  Bertalan Bicskei
| Số | Vt | Cầu thủ                               | Ngày sinh (tuổi)            | Số trận | Câu lạc bộ     |
| -- | -- | ------------------------------------- | --------------------------- | ------- | -------------- |
| 1  | TM | Azizon Abdul Kadir                    | 10 tháng 6, 1980 (24 tuổi)  |         | Negri Sembilan |
| 2  | HV | Leong Hong Seng                       | 3 tháng 2, 1975 (29 tuổi)   |         | Selangor       |
| 3  | HV | Norhafiz Zamani Misbah                | 15 tháng 7, 1981 (23 tuổi)  |         | Pahang         |
| 4  | HV | Norfazly Alias                        | 31 tháng 5, 1981 (23 tuổi)  |         | Terengganu     |
| 5  | TV | D. Surendran                          | 16 tháng 4, 1980 (24 tuổi)  |         | Selangor       |
| 6  | HV | Wan Rohaimi Wan Ismail                | 19 tháng 5, 1976 (28 tuổi)  |         | Public Bank    |
| 7  | TV | Mohd Fadzli Saari                     | 1 tháng 1, 1983 (21 tuổi)   |         | Pahang         |
| 8  | TV | Chan Wing Hoong                       | 29 tháng 4, 1977 (27 tuổi)  |         | Perak          |
| 9  | TV | Mohd Amri Yahyah                      | 12 tháng 1, 1981 (23 tuổi)  |         | Selangor       |
| 10 | TV | Liew Kit Kong                         | 6 tháng 1, 1979 (25 tuổi)   |         | Perak          |
| 12 | TV | Muhammad Shukor Adan                  | 24 tháng 9, 1979 (25 tuổi)  |         | Selangor       |
| 13 | HV | Wong Sai Kong                         | 19 tháng 9, 1978 (26 tuổi)  |         | Sarawak        |
| 14 | TĐ | V. Saravanan                          | 1 tháng 11, 1978 (26 tuổi)  |         | Perak          |
| 15 | HV | Ahmad Tharmini Saiban                 | 27 tháng 8, 1978 (26 tuổi)  |         | Malacca        |
| 16 | HV | Chow Chee Weng                        | 21 tháng 5, 1977 (27 tuổi)  |         | Penang         |
| 17 | TV | K. Nanthakumar                        | 13 tháng 10, 1977 (27 tuổi) |         | Perak          |
| 18 | HV | Muhamad Kaironnisam Sahabudin Hussain | 10 tháng 5, 1979 (25 tuổi)  |         | Perlis         |
| 19 | HV | Rosdi Talib (c)                       | 11 tháng 1, 1976 (28 tuổi)  |         | Pahang         |
| 20 | TĐ | Mohd Ivan Yusoff                      | 13 tháng 5, 1982 (22 tuổi)  |         | Kuala Lumpur   |
| 22 | TM | Mohd Syamsuri Mustafa                 | 6 tháng 2, 1981 (23 tuổi)   |         | Terengganu     |
| 23 | TĐ | Mohd Nor Ismail                       | 20 tháng 8, 1982 (22 tuổi)  |         | Kuala Lumpur   |
| 25 | TĐ | Muhamad Khalid Jamlus                 | 23 tháng 2, 1977 (27 tuổi)  |         | Perak          |

### Thái Lan
Huấn luyện viên:  Sigfried Held
| Số | Vt | Cầu thủ                         | Ngày sinh (tuổi)            | Số trận | Câu lạc bộ                 |
| -- | -- | ------------------------------- | --------------------------- | ------- | -------------------------- |
| 1  | TM | Sinthaweechai Hathairattanakool | 23 tháng 3, 1982 (22 tuổi)  |         | Tobacco Monopoly           |
| 2  | HV | Anon Nanok                      | 30 tháng 3, 1983 (21 tuổi)  |         | Krung Thai Bank            |
| 3  | HV | Niweat Siriwong                 | 18 tháng 7, 1977 (27 tuổi)  |         | Đông Á Bank                |
| 4  | HV | Jakapong Jeansatawong           | 9 tháng 2, 1982 (22 tuổi)   |         | Osotspa                    |
| 5  | HV | Nakarin Fuplook                 | 14 tháng 11, 1983 (21 tuổi) |         | Bangkok Bank               |
| 6  | HV | Jetsada Jitsawad                | 5 tháng 8, 1980 (24 tuổi)   |         | Tobacco Monopoly           |
| 7  | HV | Rungroj Sawangsri               | 1 tháng 8, 1981 (23 tuổi)   |         | Krung Thai Bank            |
| 8  | TV | Therdsak Chaiman                | 29 tháng 9, 1973 (31 tuổi)  |         | Đông Á Bank                |
| 9  | TĐ | Sarayoot Chaikamdee             | 24 tháng 9, 1981 (23 tuổi)  |         | Port Authority of Thái Lan |
| 10 | TV | Sakda Joemdee                   | 7 tháng 4, 1982 (22 tuổi)   |         | Đông Á Bank                |
| 11 | HV | Songsak Chaisamak               | 10 tháng 7, 1983 (21 tuổi)  |         | Port Authority of Thái Lan |
| 12 | TV | Weerayut Jitkuntod              | 1 tháng 2, 1984 (20 tuổi)   |         | Tobacco Monopoly           |
| 13 | TV | Kittisak Siriwan                | 18 tháng 7, 1983 (21 tuổi)  |         | Bangkok University         |
| 14 | TĐ | Piyawat Thongman                | 23 tháng 10, 1982 (22 tuổi) |         | Krung Thai Bank            |
| 15 | TV | Sarif Sainui                    | 15 tháng 4, 1980 (24 tuổi)  |         | Bangkok University         |
| 16 | TĐ | Suriya Domtaisong               | 20 tháng 1, 1981 (23 tuổi)  |         | Bangkok University         |
| 17 | TV | Ittipol Poolsap                 | 4 tháng 8, 1984 (20 tuổi)   |         | Tobacco Monopoly           |
| 18 | TM | Sivaruck Tedsungnoen            | 20 tháng 4, 1984 (20 tuổi)  |         | Bangkok Bank               |
| 19 | TV | Yuttajak Kornchan               | 31 tháng 5, 1982 (22 tuổi)  |         | Hoàng Anh Gia Lai          |
| 20 | HV | Narasak Saisang                 | 3 tháng 12, 1983 (21 tuổi)  |         | Rajnavy Rayong             |
| 21 | TĐ | Banluesak Yodyingyong           | 3 tháng 2, 1983 (21 tuổi)   |         | Rajnavy Rayong             |
| 22 | TM | Narit Taweekul                  | 30 tháng 10, 1983 (21 tuổi) |         | Tobacco Monopoly           |

### Philippines
Huấn luyện viên:  Jose Ariston Caslib
| Số | Vt | Cầu thủ            | Ngày sinh (tuổi)            | Số trận | Câu lạc bộ                    |
| -- | -- | ------------------ | --------------------------- | ------- | ----------------------------- |
| 1  | TM | Ref Cuaresma       | 31 tháng 10, 1982 (22 tuổi) |         | Philippine Navy               |
| 2  | HV | Bervic Italia      | 27 tháng 4, 1982 (22 tuổi)  |         | Philippine Navy               |
| 3  | HV | Wilson dela Cruz   | 8 tháng 5, 1979 (25 tuổi)   |         | Philippine Army               |
| 4  | TV | Jesan Candolesa    | 15 tháng 6, 1982 (22 tuổi)  |         | San Beda College              |
| 5  | HV | Raymund Tonog (c)  | 9 tháng 5, 1971 (33 tuổi)   |         | Philippine Air Force          |
| 6  | TV | Roel Gener         | 27 tháng 6, 1974 (30 tuổi)  |         | Philippine Army               |
| 7  | TV | Richmond Braga     | 29 tháng 9, 1979 (25 tuổi)  |         | Philippine Army               |
| 8  | HV | Mark Villon        | 6 tháng 7, 1983 (21 tuổi)   |         | San Beda College              |
| 9  | TĐ | Tchad Gould        | 30 tháng 9, 1982 (22 tuổi)  |         |                               |
| 10 | TV | Chris Greatwich    | 30 tháng 9, 1983 (21 tuổi)  |         | Drury University              |
| 11 | TV | Jeffrey Liman      | 19 tháng 5, 1984 (20 tuổi)  |         | San Beda College              |
| 12 | HV | Ziggy Tonog        | 16 tháng 7, 1976 (28 tuổi)  |         | Philippine Air Force          |
| 13 | TV | Emelio Caligdong   | 28 tháng 9, 1982 (22 tuổi)  |         | Philippine Air Force          |
| 14 | TV | Ariel Zerrudo      | 10 tháng 5, 1981 (23 tuổi)  |         | Lateo                         |
| 15 | HV | Anton del Rosario  | 23 tháng 12, 1981 (22 tuổi) |         | Skyline College               |
| 16 | TĐ | Kale Alvarez       | 16 tháng 4, 1983 (21 tuổi)  |         | University of the Philippines |
| 17 | TĐ | Peter Jaugan       | 2 tháng 7, 1983 (21 tuổi)   |         | University of Mindanao        |
| 18 | TĐ | Alexander Borromeo | 28 tháng 6, 1983 (21 tuổi)  |         | Kaya                          |
| 19 | TV | Marlon Piñero      | 10 tháng 1, 1972 (32 tuổi)  |         | Philippine Navy               |
| 20 | TĐ | Ian Araneta        | 2 tháng 3, 1982 (22 tuổi)   |         | Philippine Air Force          |
| 21 | TV | Vaughn Mellendrez  | 29 tháng 8, 1983 (21 tuổi)  |         | San Beda College              |
| 22 | TM | Louie Casas        | 12 tháng 3, 1986 (18 tuổi)  |         | San Beda College              |

### Timor-Leste
Huấn luyện viên:  José Luís
| Số | Vt | Cầu thủ                  | Ngày sinh (tuổi)           | Số trận | Câu lạc bộ         |
| -- | -- | ------------------------ | -------------------------- | ------- | ------------------ |
| 1  | TM | Diamantino Leong         | 10 tháng 8, 1986 (18 tuổi) |         | Rusa Fuik          |
| 2  | HV | Jose Antoninho Pires     | 24 tháng 4, 1984 (20 tuổi) |         | Cafe               |
| 3  | HV | Eduardo Pereira          | 2 tháng 1, 1972 (32 tuổi)  |         | Rusa Fuik          |
| 4  | HV | Gilberto Fernandes       | 5 tháng 3, 1974 (30 tuổi)  |         | Cafe               |
| 5  | HV | Claudino Soares Mesquita | 12 tháng 6, 1973 (31 tuổi) |         | Cafe               |
| 6  | TV | José João Pereira        | 9 tháng 10, 1981 (23 tuổi) |         | Porto Taibesi      |
| 7  | TV | Estelio de Araujo        | 5 tháng 4, 1978 (26 tuổi)  |         | Rusa Fuik          |
| 8  | HV | Francisco Lam            | 11 tháng 8, 1972 (32 tuổi) |         | Mindo AX Darwin    |
| 9  | TV | Antonio Ximenes          | 23 tháng 8, 1983 (21 tuổi) |         | Cafe               |
| 10 | TĐ | Emílio da Silva          | 5 tháng 4, 1982 (22 tuổi)  |         | Esperança          |
| 11 | TĐ | Nelson Silva             | 2 tháng 2, 1981 (23 tuổi)  |         | Esperança          |
| 12 | TĐ | Salvador da Silva        | 27 tháng 5, 1981 (23 tuổi) |         | Rusa Fuik          |
| 13 | TV | Simon Diamantino         | 2 tháng 1, 1983 (21 tuổi)  |         | Casuarina          |
| 14 | HV | Januario do Rego         | 1 tháng 10, 1981 (23 tuổi) |         | Cafe               |
| 15 | HV | Charles Amaral           | 8 tháng 11, 1981 (23 tuổi) |         | Cafe               |
| 16 | HV | Alfredo Esteves          | 4 tháng 6, 1976 (28 tuổi)  |         | Oliveira do Bairro |
| 17 | TV | Florencio Pereira        | 15 tháng 7, 1985 (19 tuổi) |         |                    |
| 18 | TM | Henrique Xavier          | 7 tháng 10, 1980 (24 tuổi) |         | Cafe               |
| 19 | TĐ | Victor da Costa Filipe   | 5 tháng 1, 1976 (28 tuổi)  |         | Porto Taibesi      |
| 21 | TV | Salvador do Rego         | 8 tháng 12, 1983 (20 tuổi) |         | Cafe               |
| 22 | TV | Jose de Araujo           | 25 tháng 6, 1982 (22 tuổi) |         | Rusa Fuik          |
| 25 | TM | Mario Sierra Lopes       | 2 tháng 1, 1979 (25 tuổi)  |         | Irmãos Unidos      |